# Bonanno Pisano
Bonanno Pisano (Pisa, ... – ...; fl. XII secolo) è stato uno scultore italiano attivo tra l'ottavo e il nono decennio del XII secolo.
Nella sua scultura tende a fondere elementi bizantini e oltremontani con riferimenti alla classicità.

## Opere
Come architetto gli venne attribuito dal Vasari il progetto e la realizzazione del Campanile del Duomo di Pisa.

### La porta di San Ranieri a Pisa

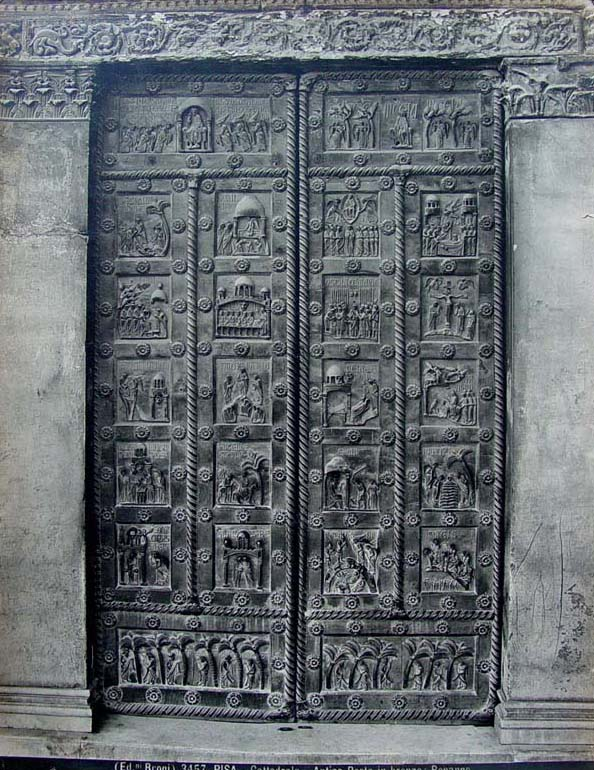
La Porta di san Ranieri

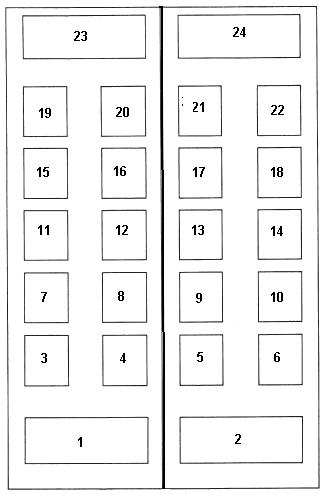
Schema iconografico della porta di San Ranieri

Del 1181 è la porta di San Ranieri, collocata nel transetto destro del Duomo di Pisa, inserita in un portale databile al tempo dell'esecuzione della facciata del Duomo le cui imposte bronzee narrano in venti formelle i principali episodi della Vita di Cristo.
La direzione di lettura s'intende a porta chiusa: dalla prima formella in basso a sinistra fino alla quarta del primo ordine, e poi ancora da sinistra a destra in tutti i successivi, fino all'ultimo.
Le formelle, disposte in cinque ordini presentano oltre alle storie di Cristo, Dodici profeti in un Paradiso di palme che occupano la fascia inferiore della porta e il Peccato Originale realizzato tramite una sequenza di figurine ospitata nella formella con la Cavalcata dei Magi.
Al sommo della porta Cristo e Maria nella gloria del Paradiso inseriti in architetture che dominano la scena con cupole e pilastri.
In queste scene i personaggi appaiono racchiusi in pesanti vesti e con il corpo aggettante dal fondo, tutti stilemi derivati dalla scultura antica.
Schema iconografico della porta di San Ranieri:
1. Sei Profeti
2. Sei profeti
3. Annunciazione
4. Visitazione
5. Natività
6. Cavalcata dei Magi con Peccato originale
7. Presentazione al Tempio
8. Fuga in Egitto
9. Strage degli Innocenti
10. Battesimo
11. Tentazione
12. Trasfigurazione
13. Resurrezione di Lazzaro
14. Entrata a Gerusalemme
15. Lavanda dei piedi
16. Ultima Cena
17. Bacio di Giuda
18. Crocifissione
19. Discesa al Limbo
20. Resurrezione
21. Ascensione
22. Morte della Vergine
23. Cristo in gloria
24. Maria in gloria

### La porta del Duomo di Monreale

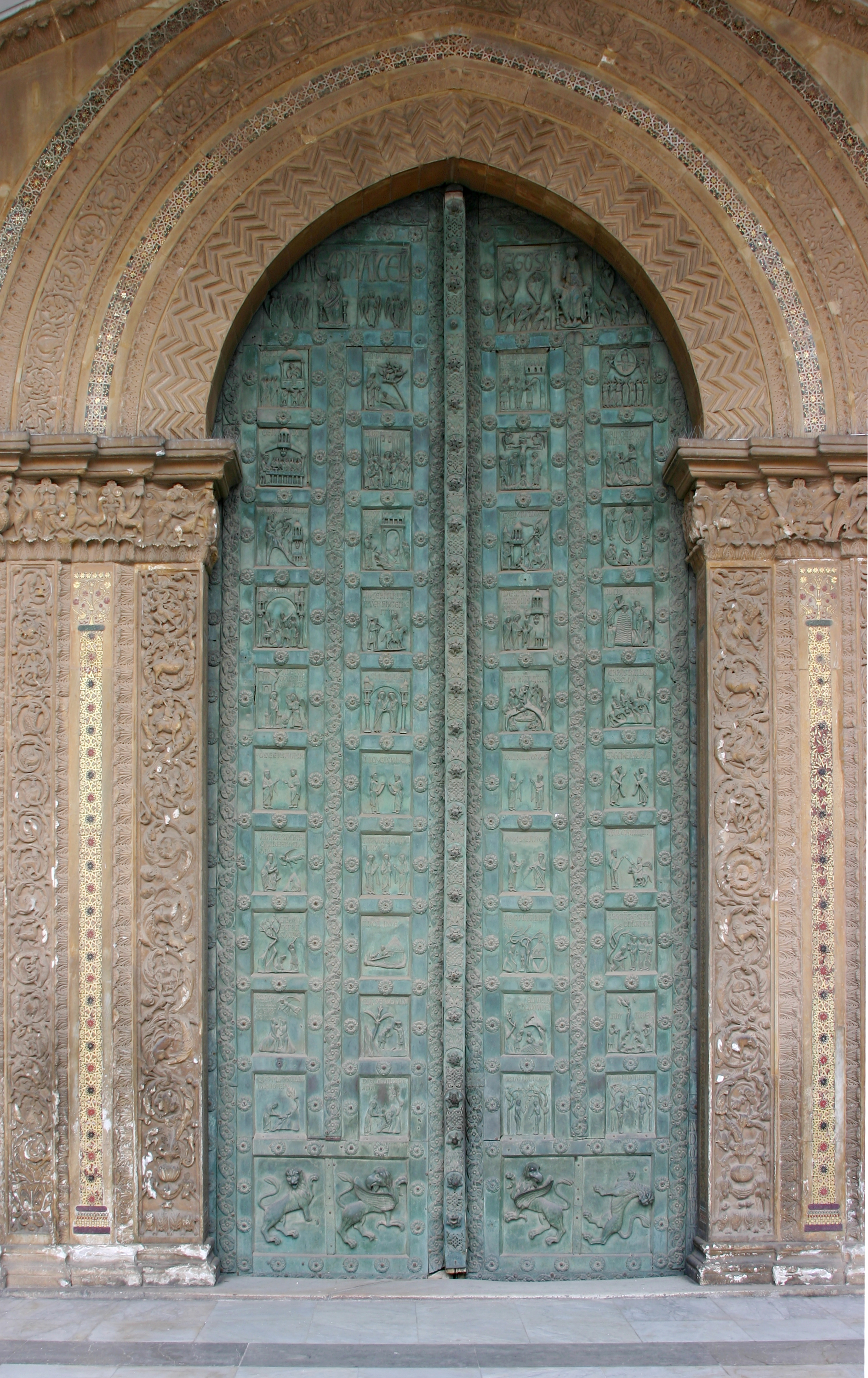
La porta del Duomo di Monreale

Nel 1186 viene collocata nella facciata principale del Duomo di Monreale la porta bronzea inviata da Pisa dall'artista e realizzata probabilmente tra il 1185 e il 1186.
L'opera è firmata Bonanno civis pisanus.
A differenza delle figure di Pisa i corpi non sono più aggettanti ma sono legati al fondo come applique.
Iconograficamente nei cinque ordini inferiori vi sono scene del Vecchio Testamento, sette dedicate alla storia di Adamo ed Eva, e altre sei ad altrettante coppie di profeti mentre nei cinque superiori scene del Nuovo, al sommo Cristo e Maria nella gloria del Paradiso.
Inoltre assistiamo ad una diffusa normalizzazione iconografica, ritornano le aureole, le architetture perdono profondità e appaiono ricoperte di una fitta decorazione che ne smorza la plasticità, tutti elementi che fanno pensare ad una precisa richiesta dei committenti.

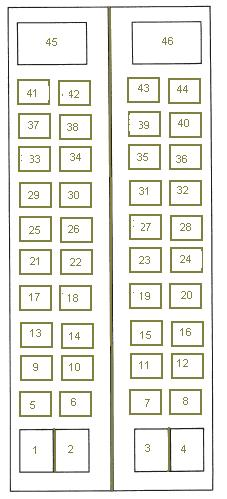
Schema iconografico della porta di Monreale
1. Leone
2. Grifone
3. Grifone
4. Leone
5. Creazione di Adamo
6. Creazione di Eva
7. Adamo ed Eva nell'Eden
8. Peccato Originale
9. Condanna dell'uomo
10. Sottomissione della donna all'uomo
11. Maternità di Eva
12. Caino e Abele
13. Fratricidio
14. Arca di Noè
15. Noè pianta la vigna
16. Abramo e i tre angeli
17. Sacrificio di Isacco
18. Abramo, Isacco, Giacobbe
19. Due profeti
20. Due profeti
21. Due profeti
22. Due profeti
23. Due profeti
24. Due profeti
25. Annunciazione
26. Visitazione
27. Natività
28. Cavalcata dei Magi
29. Strage degli Innocenti
30. Fuga in Egitto
31. Presentazione al Tempio
32. Battesimo
33. Tentazione di Cristo
34. Resurrezione di Lazzaro
35. Entrata a Gerusalemme
36. Transfigurazione (Tabor)
37. Ultima Cena
38. Bacio di Giuda
39. Crocifissione
40. Discesa al Limbo
41. Resurrezione
42. Noli me tangere
43. Cena in Emmaus
44. Ascensione
45. Maria in gloria
46. Cristo in gloria